# The Holy Bible
| Recensione              | Giudizio |
| ----------------------- | -------- |
| AllMusic                |          |
| Dizionario del Pop-Rock |          |
| 24.000 dischi           |          |

The Holy Bible è un album dei Manic Street Preachers pubblicato nel 1994.

## Tracce

### CD
Testi di Richey James e Nicky Wire, musiche di James Dean Bradfield e Sean Moore.
1. Yes – 4:59
2. Ifwhiteamericatoldthetruthforonedayit'sworldwouldfallapart – 3:39
3. Of Walking Abortion – 4:01
4. She Is Suffering – 4:43
5. Archives of Pain – 5:28
6. Revol – 3:04
7. 4st 7lb – 5:03
8. Mausoleum – 4:12
9. Faster – 3:53
10. This Is Yesterday – 3:04
11. Die in the Summertime – 3:56
12. The Intense Humming of Evil – 6:11
13. P.C.P – 3:55

## Formazione
- James Dean Bradfield – voce, chitarra solista, chitarra ritmica
- Richey James – chitarra
- Nicky Wire – basso
- Sean Moore – batteria

Note aggiuntive
- "Silva" (Alex Silva) – ingegnere delle registrazioni
- Mark Freegard – mixaggio
- Steve Brown – produttore (solo brano: "She Is Suffering")
- Jenny Saville – dipinto copertina frontale ("Strategy")
- Barry Kamen – dipinto foto retrocopertina
- Neil Cooper – foto interno copertina (del gruppo) [6]

## Classifica
Album
| Anno | Classifica            | Posizione raggiunta |
| ---- | --------------------- | ------------------- |
| 1994 | Official Albums Chart | 6                   |

Singoli
| Anno | Titolo del brano | Classifica             | Posizione raggiunta |
| ---- | ---------------- | ---------------------- | ------------------- |
| 1994 | Faster           | Official Singles Chart | 16                  |
| 1994 | Revol            | Official Singles Chart | 22                  |
| 1994 | She Is Suffering | Official Singles Chart | 25                  |